# Gearóid Morrissey
Gearóid Morrissey (sinh ngày 17 tháng 11 năm 1991) là một cầu thủ bóng đá Ireland thi đấu ở vị trí tiền vệ trung tâm cho Cork City.

## Sự nghiệp câu lạc bộ
Morrissey gia nhập đội trẻ Blackburn Rovers năm 2008, lúc 16 tuổi, sau khi thi đấu ở đội bóng địa phương Ringmahon Rangers. Anh trở về Ireland hai năm sau, và ký hợp đồng với Cork City.
Morrissey ra mắt ngày 29 tháng 5 năm 2010, khi vào sân thay người ở những phút cuối trong thất bại 0–1 trên sân nhà trước Athlone Town tại First Division. Anh giành quyền thăng hạng Premier Division năm 2011, ra sân thường xuyên và là cầu thủ không thể thiếu của câu lạc bộ trong những mùa giải tiếp theo.
Ngày 22 tháng 12 năm 2014 Morrissey chuyển đến Cambridge United của League Two. Anh ra mắt ngày 3 tháng 2 năm 2015, thay cho Luke Chadwick ở phút thứ 51 trong trận thua 0–3 trong FA Cup trước Manchester United tại Old Trafford.
Có thông báo rằng anh trở về câu lạc bộ quê nhà Cork City ngày 10 tháng 12 năm 2015, bắt đầu mùa giải 2016.

## Sự nghiệp quốc tế
Morrissey đại diện Cộng hòa Ireland ở các cấp độ U-17 và U-19.